# Nagrota Bagwan
Nagrota Bagwan – miasto w północnych Indiach w stanie Himachal Pradesh, w zachodnich Himalajach.
Populacja miasta w 2001 roku wynosiła 5655 mieszkańców.